# Џон Голсворди
Џон Голсворди (енгл. John Galsworthy; Кингстон на Темзи, 14. август 1867 — Лондон, 31. јануар 1933), био је енглески романописац и драматург. Добитник је Нобелове награде за књижевност 1932. године.
У својим делима критиковао је британски класни систем и материјализам виших класа. Још један чест мотив биле су несрећно удате жене. Најпознатије дело му је „Сага о Форсајтовима“ (The Forsyte Saga, 1906—1921) и њени наставци „Модерна комедија“ (A Modern Comedy) и „Крај поглавља“ (End Of The Chapter). Драму „Сребрна кутија“ (The Silver Box) написао је 1906.
Године 1921. постао је први председник међународног ПЕН центра.
По њему је у Београду названа Улица Голсвордијева.